# Feine Sahne Fischfilet

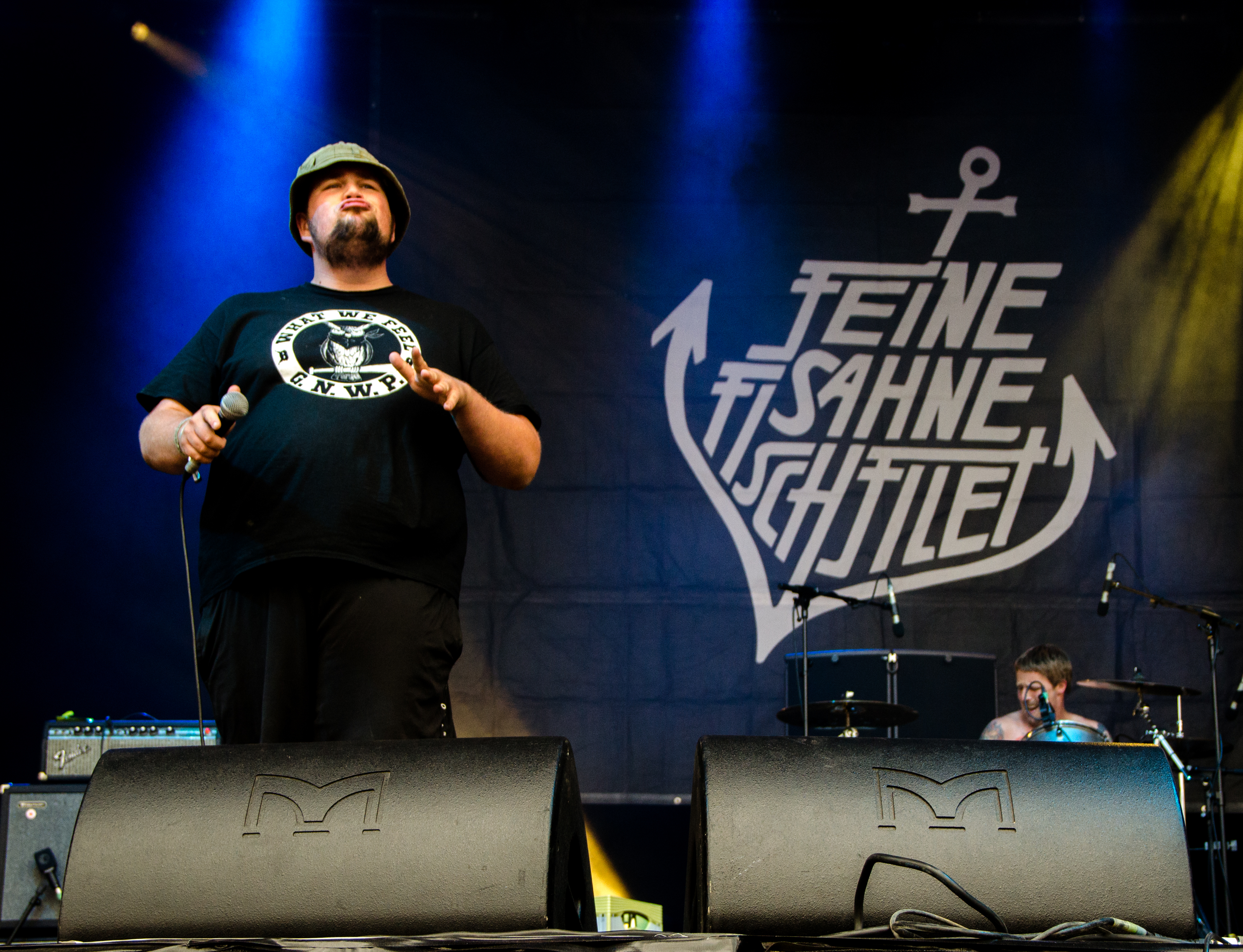
'Monchi'

Feine Sahne Fischfilet è una punk band tedesca proveniente dal Meclemburgo-Pomerania Anteriore.
I singoli membri provengono da Loitz, Demmin, Hanshagen, Jarmen, Wismar, Rostock e Greifswald.

## Band e stile musicale
A detta dello Spiegel Online, la band Feine Sahne Fischfilet venne fondata nel 2007 da cinque studenti.
Nel primo album pubblicato si trovano canzoni con passaggi sessisti, da cui la band si è nel frattempo distanziata.
Il cantante “Monchi” ha detto a tal proposto:
“Avevamo 18, 19 anni.
Se l'album non avesse fatto sold out, non lo metteremmo più in vendita.” I concerti hanno luogo principalmente nelle zone rurali del Mecklenburg-Vorpommern, dove si troverebbero sempre più neonazisti. In conseguenza a ciò la band si posiziona lì in forma di protesta e opposizione.
Alcuni membri della band furono attivi membri della tifoseria Hansa Rostock. Infatti spesso durante i concerti il Frontman “Monchi” indossa magliette del gruppo ultrà Suptras. Ma se la canzone Ostrava è dedicata alla gruppo di tifosi di Rostock, così la canzone Keine Träne ovvero "senza lacrima", è, al contrario, una presa di distanza da esso. In un'intervista con la fanzine di Norimberga Ya Basta dell'anno 2012 ‘Monchi’ spiega però che nel frattempo si interessa di nuovo per la scena culturale della tifoseria Hansa Rostock.
La band, che prende ispirazione da Früchte des Zorns, definisce la propria musica con le seguenti parole: “Quello che facciamo non è arte [...], non è qualcosa per le gallerie o le vetrine. È una specie di strumento con cui dare voce alla nostra rabbia nei confronti di razzisti, sessisti, homofobi e dallo stato.” La band si definisce politica: “... Antifascismo non è per noi una parola vuota. Siamo consapevoli che i neonazisti rimangono dei barbari che disprezzano gli uomini, per quanto loro si definiscano moderni e vicini ai bisogni dei cittadini. Ci dobbiamo opporre!”
La rivista musicale Visions definisce la loro musica Punk Rock, che “non è moderna” e anche oggi funziona “come ha sempre funzionato. Con rabbia, cuore e presa di posizione”. La rivista punk Ugly Punk colloca la musica “dallo Ska punk, oltre il Punk Tedesco e dal Punk-Smasher in lingua inglese fino alle ballate Indie Pop.” Il Taz definisce la musica della band Streetpunk con leggeri influssi Ska, la quale ricorda band come i Mighty Mighty Bosstones.

### Concerti

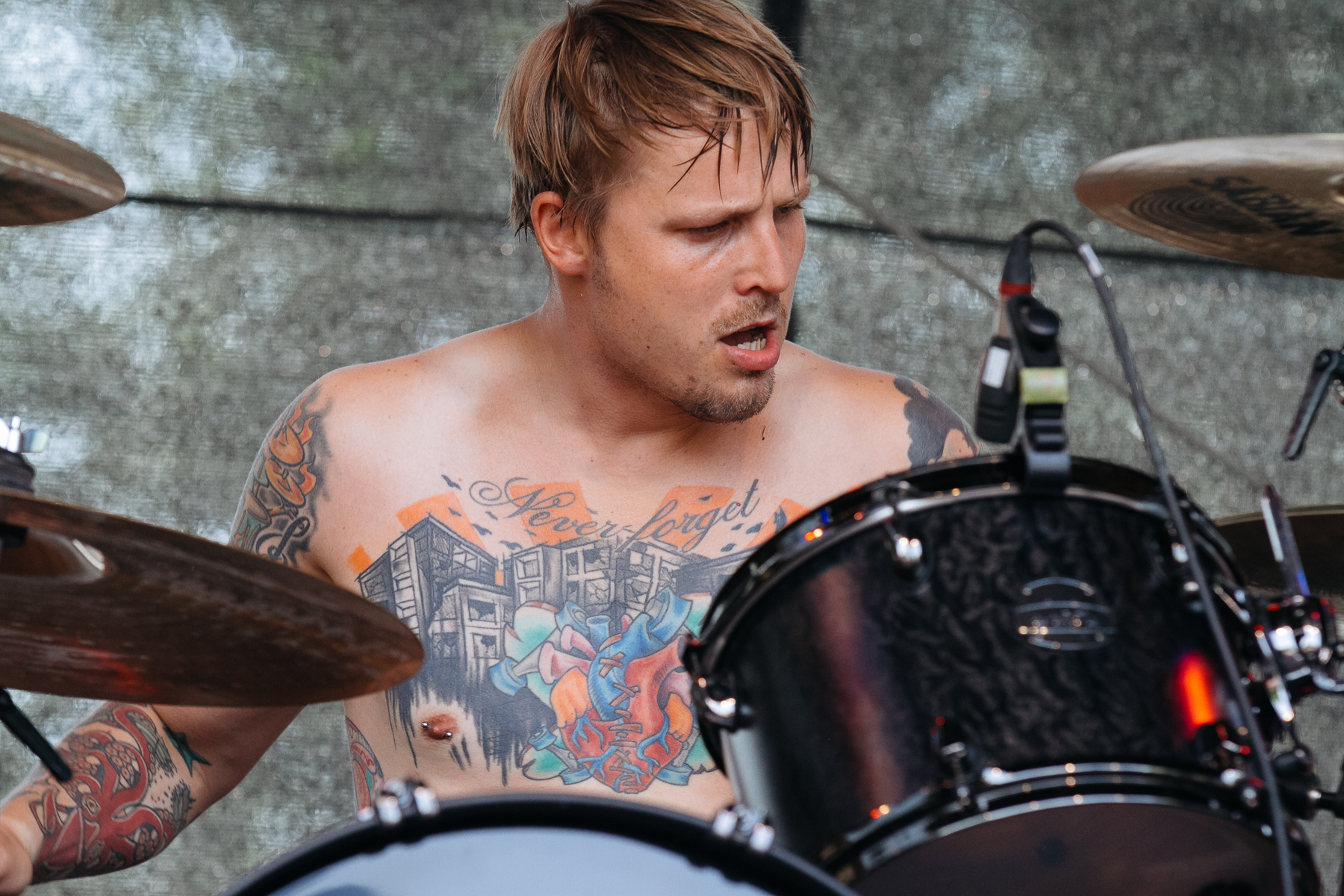
Olaf Ney

Il 10 gennaio 2009 la band suonò a Greifswald con le band The Toten Crackhuren im Kofferraum, Ostmaul e Total Panic Reaction. In quell'occasione venne pubblicato l'album Total Panic Reaction. Originariamente era stato stabilito che il concerto si tenesse a Loitz, ma venne rinviato dalla polizia perché ritenuto pericoloso. Esibizioni della band sono state spesso vietate, così come il concerto nel 2009 in ambito dell'Antifa-Festival a Loitz venne impedito dal sindaco locale.
Il 28 febbraio 2009 la band suonò al 3 Jahre Antifaschistische Aktion Bernau con le band Juri Gagarin, Klein Plan, Pandora e Ökonom.
Per la pubblicazione dell'album Scheitern und Verstehen (fallire e capire) il gruppo organizzò una giornata di manifestazione antifascista nel novembre 2012, alla quale fu presente un membro del partito politico turingio "die Linken", Katharina König (MdL). All'evento parteciparono anche le band e i musicisti The true two und die Dorfleute, Kobito e Egotronic.
Sotto pressione della destra estrema NPD venne impedito l'invito a un'esibizione a una festa cittadina a Riesa, a cui seguì uno scontro politico, con violenze tra i partecipanti.
Nel marzo 2014 accompagnarono la punk band di Düsseldorf Broilers durante il 'Noir-Tour' per quattro concerti ad Amburgo, Lipsia, Bamberga e Rostock. Secondo i commenti su Facebook dei Feine Sahne Fischfilet, durante i concerti ad Amburgo e Lipsia l'Ufficio Federale per la Protezione della Costituzione avrebbe tentato, attraverso lettere e telefonate, di convincere gli organizzatori a disdire i concerti.

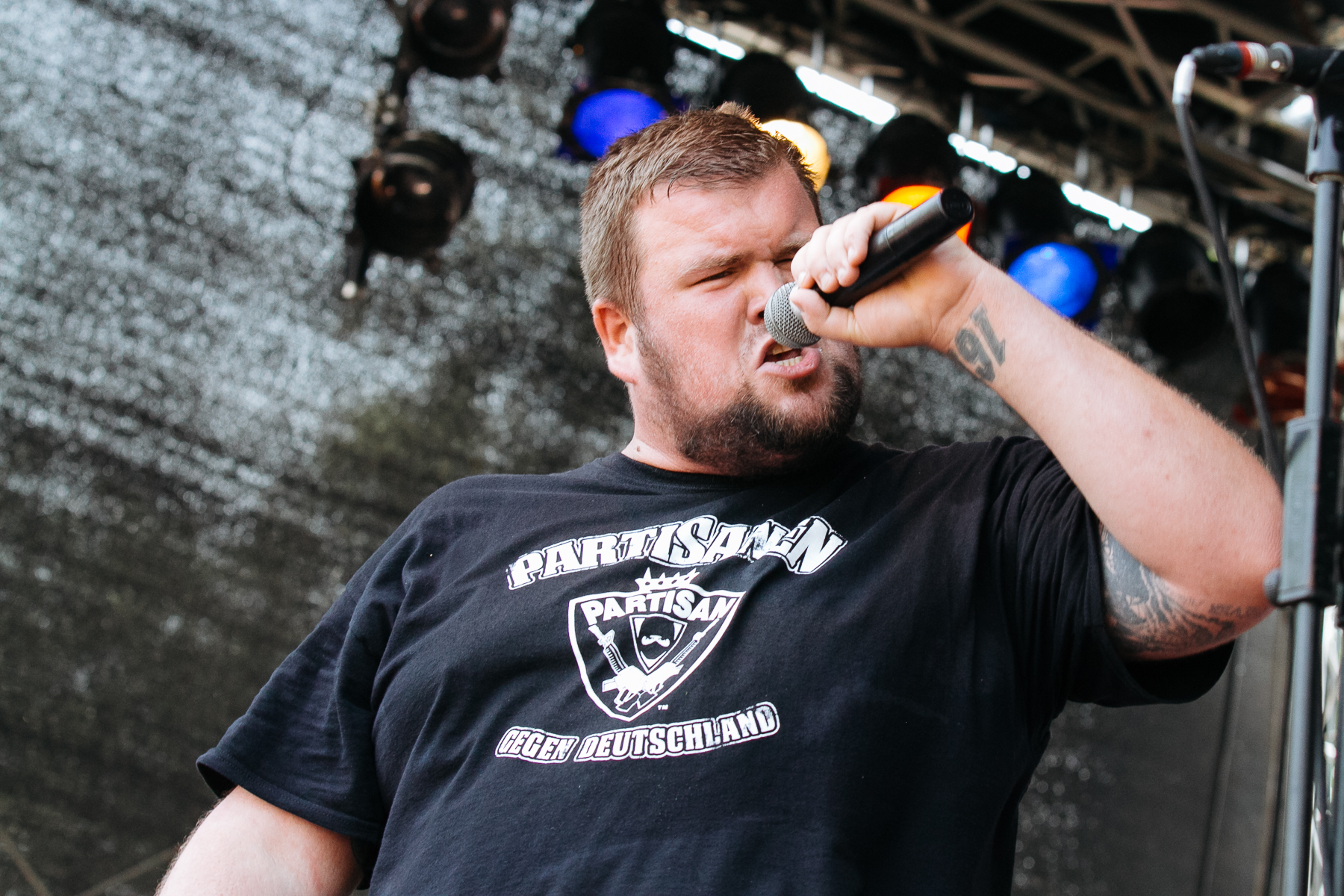
Monchi al Vainstream 2015

Il 23 gennaio 2015 apparì il loro quarto album Bleiben oder Gehen (restare o partire). Lo stesso giorno suonarono a Burg Klempenow nel Mecklenburg-Vorpommern e da gennaio ad aprile 2015 andarono in tour per la prima volta come headliner. La maggior parte dei 20 concerti in Germania, Austria e Svizzera fecero subito sold-out. 
Il 6 giugno 2015 la band suonò all'Open-Air Festival Rock am Ring e il 7 luglio al Rock im Park. Il 4 luglio 2015 si esibirono al Vainstream Rockfest a Münster e la stessa sera la band aprì il concerto dei Beatsteaks, che festeggiavano vent'anni, a Wuhlheide a Berlino.

## Riconoscimenti
Nel 2013 la band ottenne il secondo posto per il Courage-Preis der Linksfraktion im Landtag Mecklenburg-Vorpommern. I Feine Sahne Fischfilet lo considerarono come un segnale politico contro la politica dell'Ufficio federale per la Protezione della Costituzione. Precedentemente vennero nominati come beste Newcomer 2012 per il "Via! Vut Indie Award".

## Discografia
- 2009: Backstage mit Freunden (Backstage con amici, Album, Diffidati Records)
- 2010: Wut im Bauch, Trauer im Herzen (Furore in pancia, Lutto nel cuore, Album, Diffidati Records)
- 2012: Komplett im Arsch (Completamente nella merda, Single, Audiolith)
- 2012: Scheitern & Verstehen (fallire e capire, Album, Audiolith)
- 2014: Für diese eine Nacht (Per quest'unica notte, Single, Audiolith)
- 2015: Bleiben oder Gehen (Restare o andare, Album, Audiolith)
- 2018: Sturm & Dreck (Tempesta e sporcizia, Album, Audiolith)